# Вини Пу: Крв и мед
Вини Пу: Крв и мед (енгл. Winnie-the-Pooh: Blood and Honey) је независни слешер филм из 2023. године. Режију и сценарио потписује Рис Фрејк Вотерфилд, по дечјим књигама Вини Пу. Прати Винија Пуа и Праслина, који су постали дивље и крвожедне убице, док тероришу групу младих студенткиња и одраслог Кристофера Робина који се годинама након одласка на колеџ враћа кући.
Премијера је приказана 26. јануара 2023. године у Мексику, док је приказивање у биоскопима започело 15. фебруара у Уједињеном Краљевству, односно 23. фебруара у Србији. Првобитно је било планирано приказивање током једне вечери, али је због велике популарности одлучено да буде приказан у биоскопима широм света. Наставак је тренутно у развоју.

## Радња
Пре много година, млади Кристофер Робин упознао је групу антропоморфних створења — Вини Пуа, Сову, Зеца, Праслина и Иара у шуми од сто хектара и спријатељио се са њима. Неговао их је и хранио. На крају, Кристофер је морао да напусти своје пријатеље да би похађао колеџ — захтевајући од својих пријатеља да се поново брину сами о себи. Затим, током једне посебно хладне зиме — створења на ивици глади одлучила су да преживе, тако што су појели једног од својих најдражих пријатеља — Иара. Тада су постали дивљи и развили су мржњу према целом човечанству, а посебно према Кристоферу Робину.
Пет година касније, Кристофер Робин се враћа у шуму како би се поново спојио са својим пријатељима из детињства и доказао својој жени да они нису измишљени. Тамо се такође налазе и девојке Марија, Џес, Алиса, Зои и Лара. Одлучиле су да побегну од урбаног начина живота, на дигитални детокс и одмор у удаљену колибу у шуми.
Како пада ноћ, разбеснели Пу и Праслин почињу да лове сваког човека на кога наиђу. Уочавају групу девојака у колиби и јасно је ко су следеће мете.

## Улоге
| Глумац             | Улога           |
| ------------------ | --------------- |
| Николај Леон       | Кристофер Робин |
| Крејг Дејвид Досет | Вини Пу         |
| Крејг Кордел       | Праслин         |
| Марија Тејлор      | Марија          |
| Наташа Роуз Милс   | Џес             |
| Амбер Дојг Торн    | Алис            |
| Данијела Роналд    | Зои             |
| Наташа Тосини      | Лара            |
| Паула Коиз         | Мери Робин      |
| Меј Кели           | Тина            |
| Ричард Д. Мајерс   | Логан           |
| Сајмон Елис        | Такер           |
| Јасе Риверс        | Џон             |
| Маркус Меси        | Колт            |
| Данијела Скот      | Шарлин          |
| Марк Халдор        | Скот            |